# Direction départementale de développement
La Direction Départementale de Développement en abrégé DDD est une direction départementale, structure publique du Ministère du Développement et de la Coordination de l'action gouvernementale.

## Mission
La direction départementale est chargée, sous la supervision du Secrétaire général du ministère, d'assumer la responsabilité de la gestion des plans d'action sectoriels, de fournir une assistance technique et un soutien-conseil aux communes, dans les domaines relevant de la compétence du ministère, en conformité avec les lois sur la décentralisation.

## Attributions
Ses responsabilités incluent les éléments suivants:
- Effectuer le suivi et l'évaluation des politiques, des programmes et des projets de développement mis en œuvre par les ONG et les partenaires au développement.
- Fournir une assistance aux préfets pour suivre et évaluer la mise en œuvre des politiques et des programmes nationaux de développement dans leurs territoires respectifs.
- Apporter une assistance technique aux préfets dans l'élaboration de stratégies, de plans et de programmes de développement.
- Apporter une assistance technique aux maires dans l'élaboration, la mise en œuvre et le suivi-évaluation de leurs plans et programmes de développement.
- Fournir un soutien technique aux collectivités locales pour mobiliser des ressources en faveur du développement, en collaborant avec les partenaires au développement.
- Assurer le secrétariat des commissions et comités départementaux chargés du suivi de la stratégie de croissance pour la réduction de la pauvreté.
- Stimuler, en collaboration avec les services déconcentrés des ministères sectoriels et d'autres structures concernées, le développement de l'économie décentralisée dans le cadre de la politique de développement local.

## Organisation et Fonctionnement
La Direction Départementale de Développement est placée sous autorité du ministre développement et de la coordination de l'action gouvernementale. A sa tête, une Direction Centrale composée, d'une Direction Technique, une direction et structure Départementale, et d'une inspection forestière.

## Siège
.